# Han Jin-won
Han Jin-won (tiếng Hàn: 진원, sinh năm 1986) là một nhà biên kịch người Hàn Quốc. Anh được biết đến với tác phẩm Ký sinh trùng với tư cách là nhà văn, tác phẩm này đã giúp ông được đánh giá và công nhận phê bình, bao gồm cả Giải Oscar cho kịch bản gốc xuất sắc nhất tại Giải Oscar lần thứ 92 năm 2020.

## Danh sách phim
| Năm  | Tựa đề              | Đạo diễn | Biên kịch | Diễn viên | Ghi chú |
| ---- | ------------------- | -------- | --------- | --------- | --- |
| 2012 | South Bound         | Không    | Không     | Không     | Prop team |
| 2014 | Dad for Rent        | Trợ lý   | Không     | Không     | |
| 2014 | Daughter            | Trợ lý   | Không     | Không     | |
| 2015 | Granny's Got Talent | Trợ lý   | Không     | Có        | Role as Bus mock 3 |
| 2015 | Enemies In-Law      | Chỉ đạo  | Không     | Không     | |
| 2016 | Pandora             | Trợ lý   | Không     | Không     | |
| 2017 | Sense8 (season 2)   | Trợ lý   | Không     | Không     | Third assistant director - Korea Unit |
| 2017 | Okja                | Trợ lý   | Không     | Không     | |
| 2019 | Ký sinh trùng       | Không    | Có        | Không     | Co-writer with Bong Joon-ho Also credited as script supervisor Academy Award for Best Original Screenplay BAFTA Award for Best Original Screenplay |